# ガンバット・ボルドバータル
ガンバット・ボルドバータル（Ganbat Boldbaatar　1987年1月3日 - ）は、モンゴルの柔道家。階級は60kg級。

## 人物
2006年のアジアジュニア60kg級で優勝を飾った。2009年にはアジア選手権で優勝した。その後も国際大会で一定の成績を残すものの、2012年のロンドンオリンピックには出場できなかった。2013年のワールドマスターズでは決勝で日本の高藤直寿に敗れるが2位となった。世界選手権では5位に終わった。2014年にはグランドスラム・パリで優勝すると、地元開催のグランプリ・ウランバートルで2連覇を達成し、世界選手権では決勝で地元ロシアのベスラン・ムドラノフを破って優勝を飾った。しかし、アジア大会では2位に終わった。2016年のリオデジャネイロオリンピックには出場できなかった。8月の世界選手権では3位になった。

## 主な戦績
- 2006年 - アジアジュニア　優勝
- 2006年 - 東アジア選手権　3位
- 2008年 - ロシア国際　3位
- 2009年 - アジア選手権　優勝
- 2009年 - ワールドカップ・ウランバートル　2位
- 2010年 - グランプリ・デュッセルドルフ　5位
- 2010年 - ワールドカップ・アルマトイ　優勝
- 2010年 - グランプリ・青島　優勝
- 2011年 - グランプリ・デュッセルドルフ　3位
- 2011年 - グランドスラム・リオデジャネイロ　5位
- 2011年 - ワールドカップ・サンパウロ　3位
- 2011年 - ワールドカップ・マイアミ　3位
- 2011年 - グランプリ・アブダビ　2位
- 2012年 - グランプリ・デュッセルドルフ　2位
- 2012年 - グランドスラム・モスクワ　3位
- 2012年 - ワールドカップ・ウランバートル　3位
- 2012年 - ワールドカップ・チェジュ　3位
- 2013年 - グランプリ・デュッセルドルフ　優勝
- 2013年 - ヨーロッパオープン・ワルシャワ　3位
- 2013年 - ワールドマスターズ　2位
- 2013年 - グランプリ・ウランバートル　優勝
- 2013年 - 世界選手権　5位
- 2014年 - グランドスラム・パリ　優勝
- 2014年 - グランプリ・ウランバートル　優勝
- 2014年 - 世界選手権 優勝
- 2014年 - アジア競技大会　2位
- 2015年 - ワールドマスターズ　3位
- 2015年 - 世界選手権 5位
- 2015年 -　グランプリ・チェジュ　2位
- 2016年 - グランプリ・トビリシ　3位
- 2016年 -　グランドスラム・バクー　優勝
- 2016年 -　ワールドマスターズ　5位
- 2017年 -　グランプリ・デュッセルドルフ　優勝
- 2017年 - グランプリ・フフホト　3位
- 2017年 -　世界選手権 3位
- 2018年 - グランプリ・タシュケント　優勝
- 2018年 -　グランプリ・ハーグ　3位

(出典、JudoInside.com)